# Paul Popper (Fotograf)
Paul Popper (geboren vor 1933; gestorben 1969) war ein tschechischer Fotojournalist, Zeitschriften-Redakteur und Herausgeber aus jüdischer Familie.

## Leben
Paul Popper hatte während des Ersten Weltkrieges die deutsche Kriegsbericht-Erstattung über die Westfront verfolgt und emigrierte später von Berlin nach London. Aufgrund seiner Freundschaften mit zahlreichen Berliner Fotografen und nicht zuletzt aufgrund seiner breitgefächerten eigenen journalistischen Fähigkeiten gründete er 1934 die Paul Popper Ltd., die als Bildagentur besser als Popperfoto bekannt wurde. Mit seinem ausgeprägten Geschäftssinn erwarb er ganze Foto-Sammlungen, darunter 1935 die Bilder des Antarktis-Expeditionsfotografen Herbert Ponting.